# Marolia leseigneuri
Marolia leseigneuri là một loài bọ cánh cứng trong họ Melandryidae. Loài này được Nicolas miêu tả khoa học năm 1977.